# GoGoはみみこい ラジオな気分
『GoGoはみみこい ラジオな気分』（ごごはみみこい ラジオなきぶん）は、東北放送（tbcラジオ）で2005年4月から毎週月曜 - 木曜の午後に放送している生放送のラジオ番組。
本項目では、2020年4月より、毎週金曜日の同時間帯に放送している姉妹番組『ラジオな気分 フライデー2』（ラジオなきぶん フライデーフライデー）についても記述する。

## 概要
2005年4月4日に『YAGIYAMA発 ラジオな気分』（ヤギヤマはつ ラジオなきぶん）のタイトルで放送開始。2008年9月29日より『ロジャー大葉のラジオな気分』に変更。定期的に宮城県内各地から公開生放送を行っている。
2012年に日本民間放送連盟賞番組部門の「ラジオ生ワイド番組 優秀賞」を受賞。（後述）
2020年4月より、金曜日の放送を『ラジオな気分 フライデー2』のタイトルに変更。前月にTBCを定年退職しフリーアナウンサーとなった石川太郎が、パーソナリティに加わる。
2020年秋の番組改編で、当番組の前に放送されていた『ランチボックス-L』の終了に伴い、1時間前倒しのうえ12時から4時間の放送に拡大。
2021年春の改編でロジャー大葉が3月25日をもって降板、3月29日からは月曜から木曜までを『GoGoはみみこい ラジオな気分』として、佐々木淳吾がパーソナリティーを務める。また、4月からはパーソナリティー2人制となり、番組表や番組ホームページの表記が「パーソナリティー1人+アシスタント1人」から、「パーソナリティー2人」になった。
2022年春の改編で月曜から木曜の放送時間が30分拡大し、4時間半の放送となった。「フライデー²」は変更なし。

## 放送時間
- 放送開始 - 2006年3月：月 − 金曜 13:00 - 16:20
- 2006年4月 - 2009年9月：月 − 金曜 13:00 - 16:30
- 2009年9月 - 2020年3月27日：月 − 金曜 13:00 - 16:00
- 2020年3月30日 - 2020年9月24日：月 − 木曜 13:00 - 16:00 [4]
- 2020年9月28日 - 2022年3月24日：月 − 木曜 12:00 - 16:00 [5]
- 2022年3月28日 - 2025年3月30日：月 − 木曜 12:00 - 16:30
- 2025年3月31日-：月 − 木曜 12:00 - 16:00

「ラジオな気分 フライデー²」
- 2020年4月3日 - 2020年9月25日：金曜 13:00 - 16:00
- 2020年10月2日 - ：金曜 12:00 - 16:00

1月2日・3日は曜日に関係なく箱根駅伝実況中継が入り、番組開始が14:25頃に遅れる。
また、1月5日は曜日に関係なく中央競馬・金杯(GIII)中継が挿入され、当番組は中断扱いとなる。
仙台育英学園高等学校が第105回全国高等学校野球選手権大会の決勝に進出したことを受け決勝の実況中継（朝日放送ラジオからのネット受け）を急遽編成したため、2023年8月23日は14:00までの放送。当番組では阪神甲子園球場からのリポートを交えて試合前の最新情報を伝えていた。

## 出演者
特記事項のないパーソナリティ・アシスタント・リポーターは、全員tbcアナウンサー。

### パーソナリティ
「GoGoはみみこい ラジオな気分」
- 佐々木淳吾（月曜 - 木曜）：2021年4月〜
- 増子華子（月曜）：2025年4月〜
- 阿部未来（東北放送開局70周年ラジオパーソナリティ・リポーター、火曜）：2022年8月〜
- 塩入未央（水曜）：2025年4月〜
- 佐藤渚[6]（東北放送開局70周年ラジオパーソナリティ・リポーター、木曜）：2022年8月〜[7]
  - 2023年3月までは月曜も担当

「ラジオな気分 フライデー²」
- 石川太郎（フリーアナウンサー[8]、金曜）：2020年4月〜
- 佐々木夏音（金曜）：2023年2月〜
  - 2023年3月までは隔週金曜担当

### リポーター
水曜～金曜でtbcアナウンサーが特に曜日を決めずにラジオカーリポートしている（2022年5月から）。

### 過去の出演者
- 田添菜穂子（元tbcアナウンサー、月曜 - 水曜担当）：2006年3月
- 山本義幸（元tbcアナウンサー、月曜担当・リポーター担当）：2005年4月〜2007年3月
- 柳生聡子（フリーアナウンサー、木曜・金曜担当）：2006年6月
- 川尻友紀子（元tbcアナウンサー、水曜 - 金曜担当）：2006年7月〜2007年3月
- 生駒夕紀子（元tbcアナウンサー、木曜担当）：2006年4月〜2007年9月
- 大徳絵里（元tbcアナウンサー、木曜担当）：2006年4月〜7月、2007年4月〜2008年3月
- 柳瀬若菜（元tbcアナウンサー、リポーター木曜担当）：2008年4月〜9月
- 猪井操子（元tbcアナウンサー、月曜、火曜担当）：2008年10月〜2010年3月
- 藤沢智子（tbc取締役・当時tbcアナウンサー、リポーター月曜担当）：2009年4月〜2010年3月
- 鷲塚由美子（ラジオパーソナリティー、リポーター金曜担当）：2005年4月〜2010年3月
- 飯野雅人（リポーター月曜担当）：2010年4月〜2015年3月

飯野は月曜20:00に放送の『3.11みやぎホットライン』の取材も兼ねていた。
- 名久井麻利（月曜担当）：2015年4月〜2015年9月

2008年10月から2012年3月までリポーター木曜担当。
- 大久保悠（月曜担当）：2015年10月〜2016年3月

2010年4月から2014年3月までリポーター木曜・金曜担当。
- 袴田彩会（元tbcアナウンサー、木曜担当）
- 荒井美由起（元tbcアナウンサー、金曜担当）
- 鈴木実森（元tbcアナウンサー、金曜担当）
- 林朝子（火曜担当）

2010年4月から2013年3月までは月曜・火曜アシスタント。
2013年4月から2014年3月まではリポーター木曜担当。
- 小笠原遥（元tbcアナウンサー、木曜担当）：2018年4月〜2018年12月
- 林田悟志（リポーター月曜担当）：2017年4月〜2020年3月

2017年4月から2018年3月まではリポーター木曜担当。
- 田村恵子（元tbcアナウンサー、金曜担当）：2016年4月〜2020年3月
- なべくらみほ（ラジオパーソナリティ、水曜・木曜担当）：2018年4月〜2020年3月※2008年4月から2016年3月までは水曜 - 金曜を担当。
- ロジャー大葉（ラジオパーソナリティ、月曜 - 木曜）：2005年4月〜2021年3月
- 六華亭遊花（落語家、川野目亭南天改め）（水曜担当）：2020年4月〜2021年3月

番組開始から2020年3月まではリポーター担当。2015年3月までは火曜も担当していた。
- 増子華子（リポーター木曜担当）：2020年4月〜2021年3月
- 安東理紗（月曜、火曜担当）：2018年4月〜2021年9月

2007年4月から2009年3月までは月曜担当・リポーター担当。
- 熊谷望那（水曜 - 金曜担当）：2020年4月〜2021年9月

2017年10月から2018年9月までと、2019年4月から2020年3月まではリポーター金曜担当。
- 後藤舜（リポーター水曜担当）：2020年4月〜2022年3月

2018年10月から2019年3月まではリポーター木曜 - 金曜担当。
2019年4月から2020年3月まではリポーター木曜担当。
- 伊藤晋平（リポーター木曜担当）：2021年4月～2022年3月※以前月曜リポーター担当だったことがある。
- 鎧坂文菜（月曜 - 火曜担当）：2021年9月〜2022年5月

2021年9月から2022年3月までは水曜スタジオも担当。
2022年4月からリポーター水曜を兼務。（後述）
- 三浦菜摘（金曜担当）：2021年9月〜2022年7月
- 粟津ちひろ（フリーアナウンサー[9]、水曜 - 木曜担当）：2012年4月〜2019年12月、2022年4月〜10月

2012年4月から2013年3月まではリポーター金曜担当。
2013年4月から2015年3月までは月曜 - 火曜スタジオ担当。
2015年4月から2016年3月までは火曜スタジオ担当とリポーター金曜を担当。
2016年4月から2018年3月までは月曜 - 火曜スタジオ担当。
2018年4月から2019年12月まではリポーター火曜担当。
- 山口祥未（フリーアナウンサー）（金曜担当）：2022年8月〜2023年1月

2022年5月〜7月は月曜担当

## 主なコーナー

### 現在
- 蔵出しアナログセレクション
- ライフインフォメーション（生活情報）
- GoGoの気分は「玉手箱」
- 新譜！新譜！！新譜！！！
- イーグルスポーツ
  - 東北楽天ゴールデンイーグルスや野球関連の情報を伝える。
    - イーグルスポーツと名乗っているがベガルタ仙台の情報も入れることがある。
- ラジオカーリポート（中継コーナー）
  - 木曜のみ『日本を元気に!あなたの街のささえびと』のタイトルが付く。
- きき耳（日替わりコーナー）
  - 月曜：スポーツ四方山話
  - 火曜：子育てバンザイ（第1週・第3週・第5週）
  - 水曜：邦楽紹介
    - 日本人アーティスト1人（または1組）を取り上げて紹介する。

  - 木曜：洋楽紹介
    - 海外アーティスト1人（または1組）を取り上げて紹介する。

  - 金曜
    - そこに愛はあるんか（第1・3週）
    - あなただけのベストスリー（第2週）
    - 中国から見えるワールドリポート（第4週）
    - チラシチェック（第5週）
- とーくぱーく（日替わりコーナー）
  - 月曜：お金は大事に（第1・3・5週）
  - 月曜：知っとく?納得!法律相談（第2・4週）
  - 火曜：お茶っこ飲みましょ
  - 水曜：ペットにまつわるエトセトラ（第1・3週）
  - 水曜：行ってみらイングリッシュ（第2週・第4週）
  - 水曜：おもしろグッズの世界（第5週）
  - 木曜：地球にアクセス
    - 世界各地と国際電話を繋ぎ、各国の話題を伝える。

  - 金曜：ラジオでエアな旅気分
- 三井ダイレクト損保 presents 強くてやさしい金曜日（TBSラジオ制作、金曜のみ）
- GoGoの気分は「千両箱」（日替わりコーナー）
  - 火曜：ブラキムラ（第1週）※ブラキムラこと木村浩二と佐々木アナが仙台の街を歩くen∞Voyageの人気企画がこの時間帯に移動。
  - 水曜：クラシックアフターヌーン※「佐々木淳吾のクラシックナイト」の後継企画
  - 金曜：いぎなりセブン-イレブン
- 終わり間際で「なにすんのすや!?」（日替わりコーナー）
  - 火曜：エンジョイ!カルチャーだより
  - 木曜：日本を元気に!あなたの街のささえびと
- TBCニュース、河北新報ニュース、天気予報、交通情報

### 過去
- のっけのリクエスト
- きょうのキニナル!!
- 仙台駅前!ウィークエンドガイド
- 安東理紗のアンニョン韓国
- 目指せV1 ベガルタ
  - ベガルタ仙台の試合情報・選手情報など伝える。
- 生島淳のスポーツトーク
  - 気仙沼市出身の生島が過去1週間のスポーツについて解説する。
- 容子先生のリフレッシュ体操
  - （財）日本体育協会、（財）日本障害者スポーツ協会公認スポーツ指導員・高橋容子の指導でロジャーと一緒に体をほぐす。
- 楽しいです!ガーデニング
  - ガーデン・ガーデン 田中紳五店長によるガーデニング講座。
- あなたのお邪魔はしないから
- おしゃべり工房
  - ミュージシャンや映画監督など、現在活動・活躍中の人にスポットを当ててインタビュー。
- 教えて! あなたの町（第2週・第4週）
- ティータイムクイズ
- 我が家のナキワラ☆キッチン
- むすびのリクエスト
- ミュージックスクランブル（ニッポン放送制作）
- ドライバーズ・リクエスト（TBSラジオ制作）
- なついろ♪（金曜）
  - 木琴バード（4月1日～）（第1・3週）
  - なつみのGG講座（第2・4週）
  - 三浦アナに聞いてみたいこと（第5週）
- GoGoの気分は「千両箱」（日替わりコーナー）
  - 金曜：モナいま
- GIFT〜未来への贈り物〜（TBSラジオ制作）
- 朗読のミカタ（TBSラジオ制作）

など

## 楽天イーグルス実況中継について
2005年はホームゲームに関しては中継していたが、2006年から2008年までは当番組を優先させるため放送されず速報の形で随時経過・結果を報告、番組放送内に試合が終わり楽天が勝った場合は音声を球場と繋ぎラジオの記録用実況をしていたTBCアナウンサーとトークを行っていた。2009年からはホームゲーム全てとビジターゲーム（相手放送局、同時放送時のみ）数試合を中継することになった。
2009年当番組の枠を利用した中継
- 4月29日（水）13:55-16:30　日本ハム戦（Kスタ宮城）放送枠の関係で途中打ち切り
- 8月18日（火）19日（水）13:00-17:15　日本ハム戦（旭川スタルヒン球場）
  - HBCラジオ制作、4月の反省を踏まえ放送枠を拡大した、なお19日は中止となり当番組を放送した。
- 9月22日（火）13:55-17:15　オリックス戦（Kスタ宮城）
- 9月23日（水）13:00-17:15　オリックス戦（Kスタ宮城）

2010年当番組の枠を利用した中継
- 4月29日（木）13:00-17:15　ソフトバンク戦（福岡Yahoo!Japanドーム）KBCラジオ製作　実況はTBC・OBの小林徹夫
- 9月20日（月）13:00-17:15　ロッテ戦（Kスタ宮城）

2011年当番組の枠を利用した中継
- 4月12日（火）-14日（木）13:00-17:57　ロッテ戦（QVCマリンフィールド）解説・実況はTBCから派遣
- 4月29日（金）13:00-17:57　オリックス戦（Kスタ宮城）
- 5月3日（火）-5日（木）ソフトバンク戦（福岡Yahoo!Japanドーム）
  - 3日はRKBラジオ製作で14:00-、4日･5日はKBCラジオ製作で13:00-。いずれも最大延長は17:57。
- 9月23日(金）14:00-17:57　ソフトバンク戦（Kスタ宮城）
- 10月10日（月）13:00-17:57　ロッテ戦（Kスタ宮城）

2012年当番組の枠を利用した中継
- 4月3日（火）-5日（木）13:00-17:57　ソフトバンク戦（Kスタ宮城）
- 4月30日（月）13:00-17:57　日本ハム戦（Kスタ宮城）
- 9月17日（月）13:55-17:57　ロッテ戦（Kスタ宮城）

2013年当番組の枠を利用した中継
- 4月4日（木）13:55-17:57　オリックス戦（Kスタ宮城）
  - 当初は4月3日（水）も予定していたが、雨天中止のため通常番組に変更された。
- 5月3日（金）13:55-17:10　日本ハム戦（Kスタ宮城）この日は『みやぎで生きる 〜医療復興物語』放送のため13:45に終了。
- 5月6日（月）13:00-16:50　オリックス戦（Kスタ宮城）

2014年当番組の枠を利用した中継
- 4月2日（水）13:55-17:49　オリックス戦（コボスタ宮城）この日は『いかすぜ!東北 ぼくたちのイイトコ自慢!!』放送のため13:45に終了。
- 4月3日（木）13:55-17:49　オリックス戦（コボスタ宮城）
- 4月29日（火） 13:00-16:20　ロッテ戦（コボスタ宮城）
- 5月5日（月）13:00-16:20　西武戦（西武ドーム）文化放送製作
- 9月23日（火）13:55-17:46 ソフトバンク戦（福岡ヤフオクドーム）RKBラジオ制作

2015年当番組の枠を利用した中継
- 4月1日（水）13:55-から西武戦（コボスタ宮城）の予定だったが雨天中止となり、通常放送となった。
- 4月2日（木）13:55-17:26 西武戦（コボスタ宮城）

2016年当番組の枠を利用した中継
- 3月29日（火）、30日（水） 13:00から千葉ロッテ戦（QVCマリンフィールド）
- 4月1日（金）13:00から埼玉西武戦（コボスタ宮城）
- 4月12日（火）13:00から千葉ロッテ戦（コボスタ宮城）

## 東日本大震災
2011年3月11日金曜日14時46分、内包番組であるミュージックスクランブルの録音放送中に東北地方太平洋沖地震（東日本大震災）が発生。揺れを感じてまもなく番組が打ち切られ、鈴木俊光アナウンサーが揺れに対する注意と第一報を読み上げた。第一報では最大震度は6であったが、揺れが収まらないうちに新たに最大震度7と大津波警報発令の情報が入り鈴木が読み上げた。そこから終日、特別番組（安否確認・生活情報）などを放送したために3月14日から3月25日まで放送は休止された。
3月28日から通常放送に戻ったが、しばらくは宮城県内各地からのリポート、各市町村の支援情報、リスナーからの防災のアイデアなど震災関連コーナーを組み込みながら放送した。パーソナリティとリポーターの役割分担がしっかりと作られている点や、その場の雰囲気をうまく引き出しながら必要な生活情報を的確に入れている点が評価され、2012年の日本民間放送連盟賞番組部門の「ラジオ生ワイド番組 優秀賞」を受賞した。